# Cary Katz
Cary Katz (29 januari 1970) is een Amerikaans zakenman en pokerspeler.

## Carrière
Katz studeerde af aan de Universiteit van Georgia met een Bachelor of Business Administration. In 1999 richtte hij College Loan Corporation op, een bedrijf dat studieleningen verzorgt voor studenten. Hij vervulde 15 jaar de rol van CEO bij het bedrijf.
In 2015 richtte hij Poker Central op. Dit deed hij met investeringen van een aantal bekende pokerspelers, waaronder Daniel Negreanu, Phil Hellmuth en Antonio Esfandiari. Poker Central was de eerste tv-zender die 24 uur per dag pokerprogramma's uitzond. In december 2016 stopte Poker Central als tv-zender, maar in 2017 lanceerde Poker Central PokerGO, een streamingplatform voor poker-gerelateerde content.

## Poker
Katz won in 2010 voor het eerst een pokertoernooi, door het $1K No Limit Hold'em-toernooi van de Five Star World Poker Classic te winnen, goed voor een hoofdprijs van $ 25.500.
In 2014 won Katz $ 1.306.667 door achtste te worden in het $ 1.000.000 Big One for One Drop toernooi.
In september 2019 won Katz de Super High Roller Bowl London. Hij versloeg Ali Imsirovic heads-up en ging naar huis met de hoofdprijs van £2.100.000.
Katz won tot en met juni 2023 meer dan $ 38.600.000,- in pokertoernooien (cashgames niet meegerekend).